# Zlatá horda
Zlatá horda (tatarsky Altın Urda, آلتین اوردو, Алтын Урда) neboli oficiálně Veliký stát (turkicky Ulug Ulus), známý také jako Džučiho lid (Ulus Džuči, rusky Зүчийн улс, „Džučiho země“), byl rozsáhlý mongolsko-tatarský státní útvar (chanát), který vznikl roku 1242 jako součást mohutné mongolské veleříše na ohromném prostoru východní Evropy a Sibiře. Roku 1260 se Zlatá horda, původně mongolské křídlo, stala plně samostatným státem. S přestupem vládnoucích chánů na islám se roku 1313 stala také státem muslimským. V druhé polovině 15. století se rozpadla na několik menších chanátů a dále existovala pod názvem Velká horda (Uluğ Orda). 
Název Zlatá horda je rozšířený v západní Evropě, druhým nejčastěji používaným názvem je Kypčacký chanát podle podmaněných Kypčaků. 
Zlatá horda byla administrativně rozdělena do dvou částí, západní Modrá horda (pravé křídlo) s hlavním městem Saraj Bátú a východní Bílá horda (levé křídlo) s centrem ve městě Sig'naq.

## Název
Název Zlatá horda (mongolsky Алтан Орд – Altan Ord, kazašsky Altın Orda, tatarsky Altın Urda, rusky Золотая Орда – Zolotaja Orda) se objevil v západní Evropě mnohem později, a to až v 16. století v ruských pramenech (původně pouze „orda“). Podle některých zdrojů je pojem odvozen od žluté vlajky, která byla symbolem chána. V přesné podobě se dochovala zcela jiná vlajka, která byla bílé barvy s červeným půlměsícem, a to na obchodní mapě A. Dulcerta (1339), ovšem ta již patřila hordě vyznávající islám.

## Historie

### Vznik a první rozmach

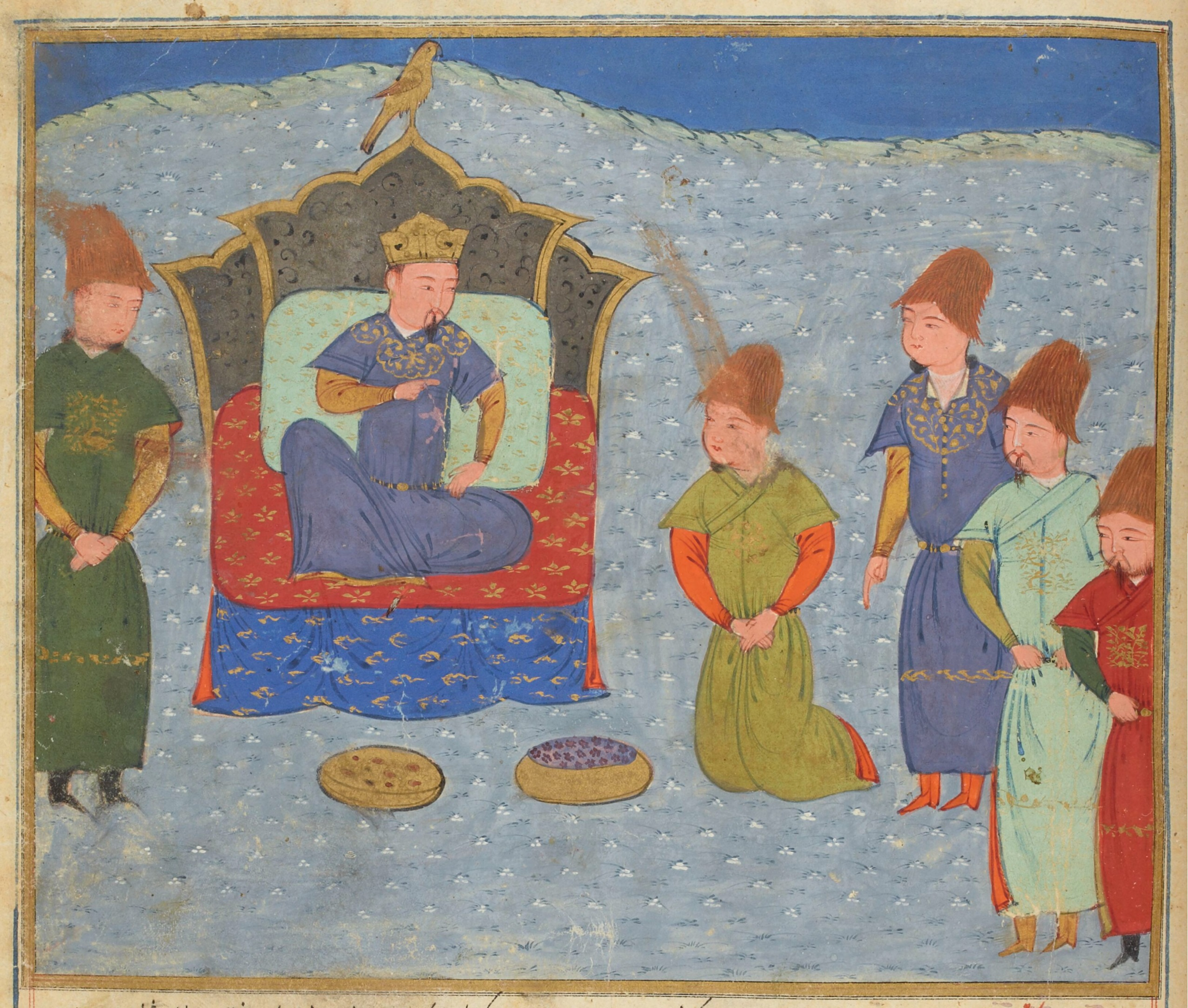
Bátú-chán

Říši založil po ukončení tažení do Evropy chán Bátú, vnuk Čingischánův, který dal před pokračováním výbojů přednost uspořádání dosud dobytých nesmírně rozlehlých oblastí a jejich obyvatelstva. Rozkládala se na ohromném území od severního Černomoří a úpatí Kavkazu přes Povolží až na západní Sibiř, kde tvořil jeho severní a východní hranici horní tok Obu. Jejím hlavním městem byla Saraj Bátú v deltě Volhy, blízko dnešní Astrachaně, později Saraj Berke (město není přesně lokalizováno, soudí se, že existovalo poblíž dnešního Volgogradu). Obě města stavěli křesťanští zajatci. Mongolští dobyvatelé sice žili ve stanech, podporovali ale usedlé obyvatelstvo, takže v jejich říši kvetla bohatá obchodní města: než je roku 1395 zničil Tímúr Lenk (Tamerlán).

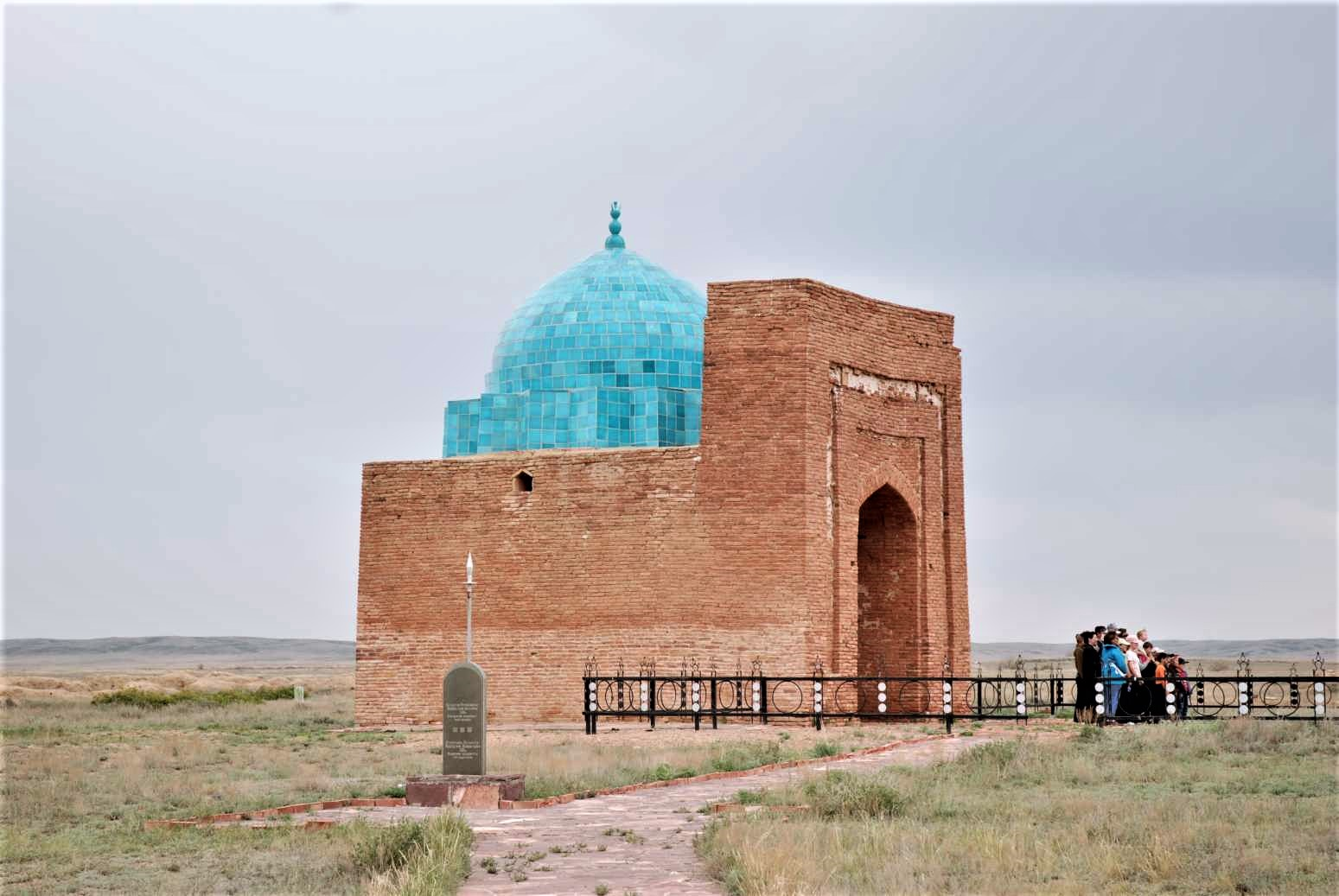
Džučiho mauzoleum, Karagandská oblast

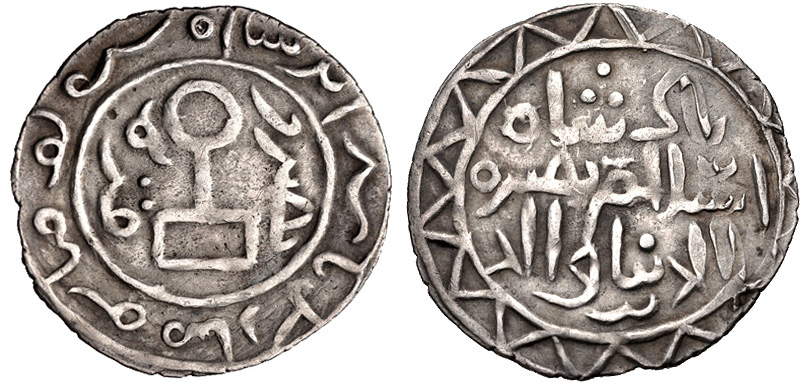
Mince chána Berkeho nalezená na Krymu

Zlatá horda byla zpočátku součástí mongolské veleříše a podléhala vrchní vládě velikého chána ve vzdáleném Karakorumu, ale již Čingischánovi vnuci měli velké problémy s udržením jednoty tak rozsáhlého celku, který se zformoval rychlými výboji, ale neupevnil vnitřními ekonomickými vazbami. Během bojů o nástupnictví po nástupu velkého chána Kubilaje v roce 1260 se vztahy mezi mongolským centrem a západním ulusem Džuči uvolnily a chán Berke, Bátúův bratr, Zlatou hordu osamostatnil. Byl prvním mongolským chánem, který přijal islám, a islamizoval tak vládnoucí dynastii.

### Mongolská nadvláda na Rusi
Ruská knížectví formálně nebyla součástí území Zlaté hordy, ale byla Mongolům podřízena. Pokud chtěla rurikovská knížata vládnout ve svých zemích, musel je v jejich postech potvrdit chán zvláštní listinou, tzv. jarlykem (obdobou evropského léna) poté, co uznala jeho svrchovanou moc, tedy příslušnost k říši. To bylo v pravomoci velkého chána (mongolsky čingischána) a Bátúovou povinností bylo posílat ruská knížata za tímto účelem do Karakorumu, hlavního města mongolské říše. Většinou to však nedělal a vyřizoval jejich záležitosti osobně ve svém táboře a později na svém dvoře v Saráji. V „hordě“ byla ruská knížata vystavována ponižování i osobnímu nebezpečí. Před vstupem do hlavního stanu chána Zlaté hordy musela ruská knížata projít mezi dvěma hořícíma hranicemi (aby se očistila od zlých úmyslů proti svému vládci) a při rozmluvě s chánem musela klečet na kolenou. Kdo neuposlechl ponižujících rozkazů, byl pro výstrahu popraven. Tak byl v Hordě například zavražděn černigovský kníže Michal Vsevolodovič. Tataři podporovali rozbroje mezi znesvářenými Rurikovci, a ti se brzy naučili proti sobě v Saráji intrikovat. To na druhé straně chánům umožnilo vykonávat na Rusi úlohu jakéhosi arbitra.

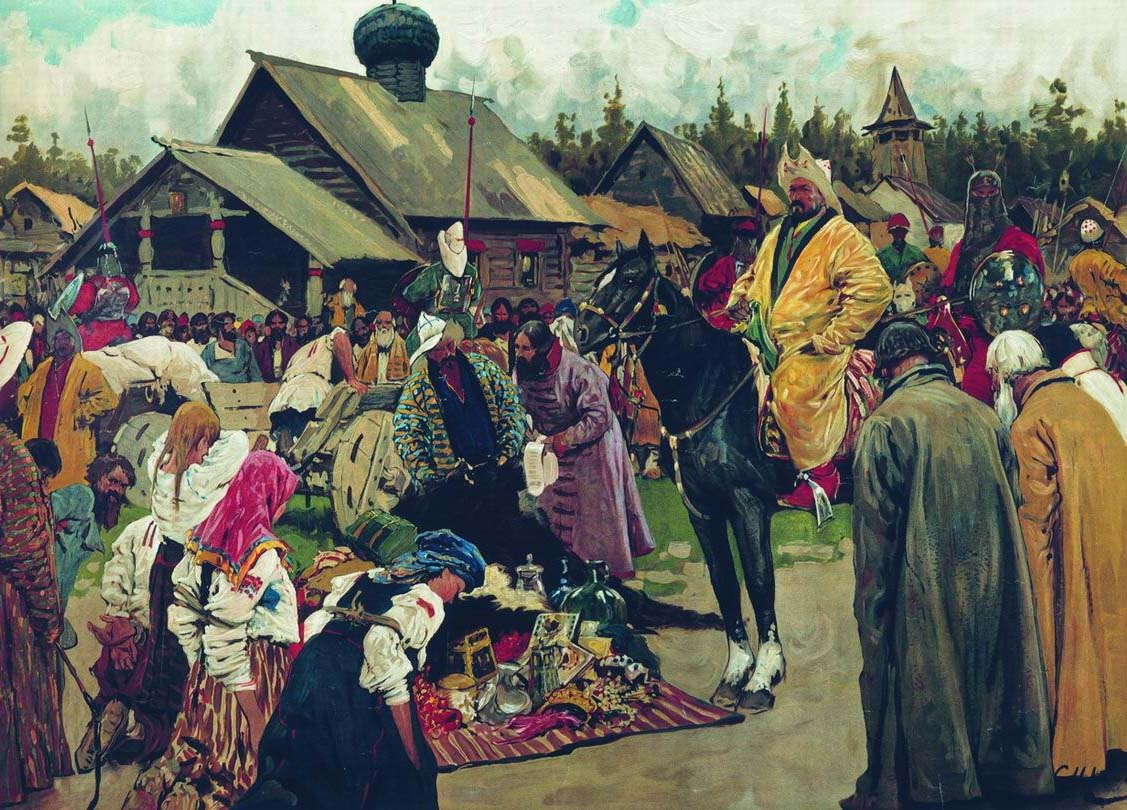
Výběrčí daní z hordy ve městě na Rusi

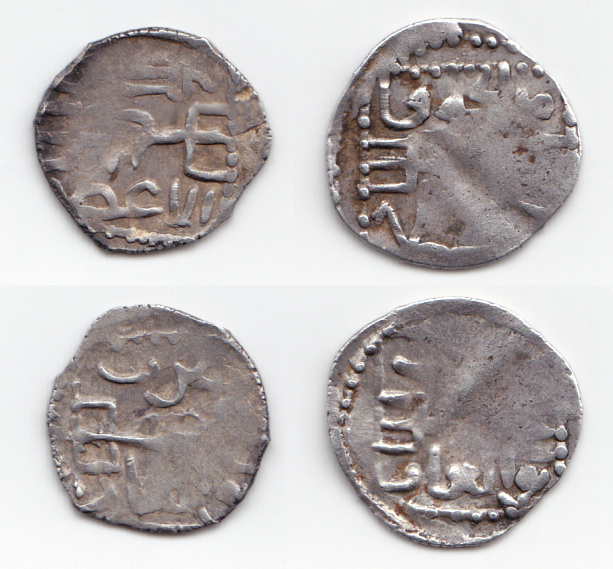
Dirhemy Zlaté hordy, 1251–1259

Koncem 50. let 13. století bylo obyvatelstvo ruských knížectví podrobeno tvrdým povinnostem, muselo poskytovat Mongolům rekruty a platit daň z hlavy – ruskými prameny nazývanou vychod. Její tatarští výběrčí postupovali velmi krutě, a tak při vybírání daní docházelo k častým povstáním, především ve městech. Chování knížat i prostých obyvatel kontrolovali chánovi zmocněnci, baskakové neboli dagurové, kteří byli skutečnými pány každého ruského knížectví. Proto hlavním ruským problémem za tatarské nadvlády bylo ekonomické vykořisťování. Surové tresty a svévolné chování baskaků vyvolávaly častá povstání obyvatelstva. Velké vzpoury vypukly v roce 1259 v Novgorodě, roku 1262 ve Vladiměři, Perejaslavi, Suzdalu, Rostově a jiných městech.
Politická struktura s výjimkou potvrzování knížat v jejich postech, především velikého knížete vladimirského, zůstala zachována. Nedotčeno bylo i pravoslavné vyznání obyvatel ruských knížectví. Mongolští Tataři využívali k upevnění své moci také pravoslavné církve a duchovenstva. Chánové propůjčovali ruským metropolitům jarlyky, kde byly uvedeny jejich výsady. Na oplátku, že duchovenstvo vybízelo ruské obyvatelstvo k poslušnosti a míru, bylo osvobozeno od dávek a daní.
Mongolská expanze a následná nadvláda měla na Rusi dalekosáhlé důsledky v hospodářské, ale i politické a kulturní sféře a ruské země se s nimi vypořádávaly po řadu staletí.

### Bitva na Kulikovském poli

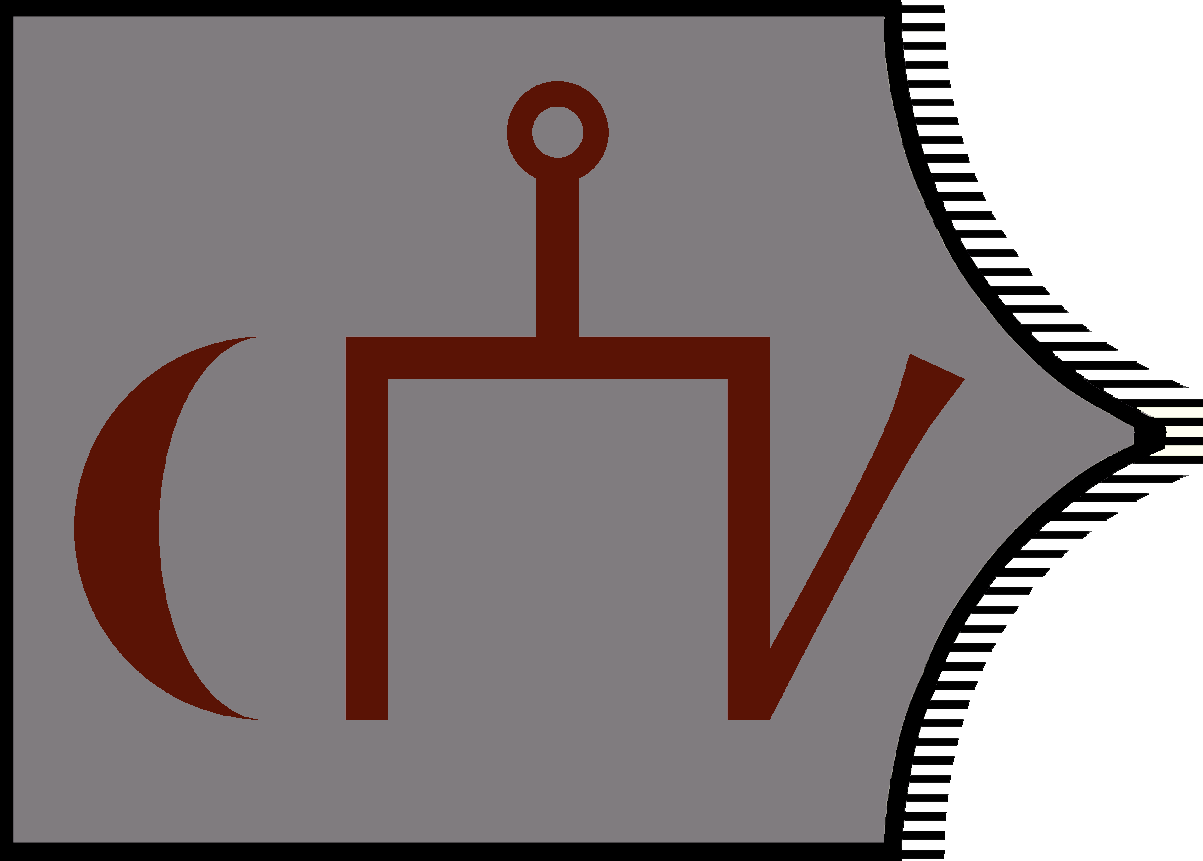
Vlajka za vlády chána Öz Bega (1313–1341), Katalánský atlas

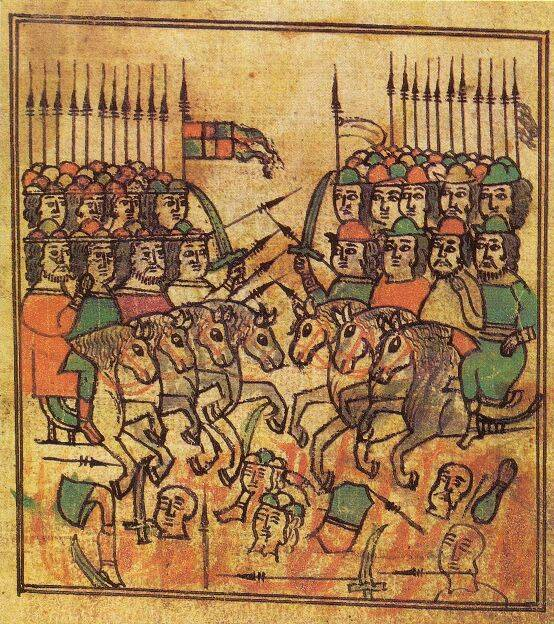
Bitva na Kulikovském poli (1380), ilustrace ze 17. století

Do poloviny 14. století byla Zlatá horda nejrozsáhlejším a vojensky nejsilnějším státem východní Evropy. Do jejího centra v Saráji plynuly nevýslovné příjmy, které pocházely z daní vybíraných v podmaněných zemích, z kontroly tranzitu probíhajícího po Volze, jež spojovala severomořsko-baltskou oblast s Orientem, z obchodních transakcí Benátčanů a Janovanů, jejichž faktorie byly rozesety po pobřeží Černého a Azovského moře. Rozhodující postavení v chanátu zaujímala od Bátúových dob nomádská mongolská šlechta, jejíž konzervativní způsob života byl založen na úspěšné expanzi. K té bylo ovšem stále méně příležitostí. Kromě toho bylo velmi nesnadné ovládat tak obrovské území, jež rozdělovaly složité politické, etnické i sociální problémy. Po roce 1357, kdy zemřel chán Džani Beg, Uzbekův syn, začala moc chánů výrazně slábnout. V letech 1357 až 1381 se jich na trůnu vystřídalo více než dvacet a stalo se téměř pravidlem, že se chanát dělil mezi dva vládce (hranicí byla Volha). Ve Zlaté hordě se projevily decentralizační tendence, osamostatnili se Volžští Bulhaři a Chórezm. V důsledku prudké litevské expanze byly ztraceny západoruské oblasti včetně Kyjevského knížectví (tatarské panství na tomto teritoriu ukončila porážka v bitvě u Modrých vod v roce 1363) a kontrolu nad ruským severovýchodem fakticky převzal veliký kníže vladimirský Dmitrij. Mezi mongolskou vládnoucí vrstvou panovala silná řevnivost a ti, kteří nedosáhli postavení podle svých představ, uspokojovali své ambice nájezdy do ruského pohraničí. Proniknout na severní břeh Oky, jež tvořila hranici moskevského panství, se však neodvažovali.

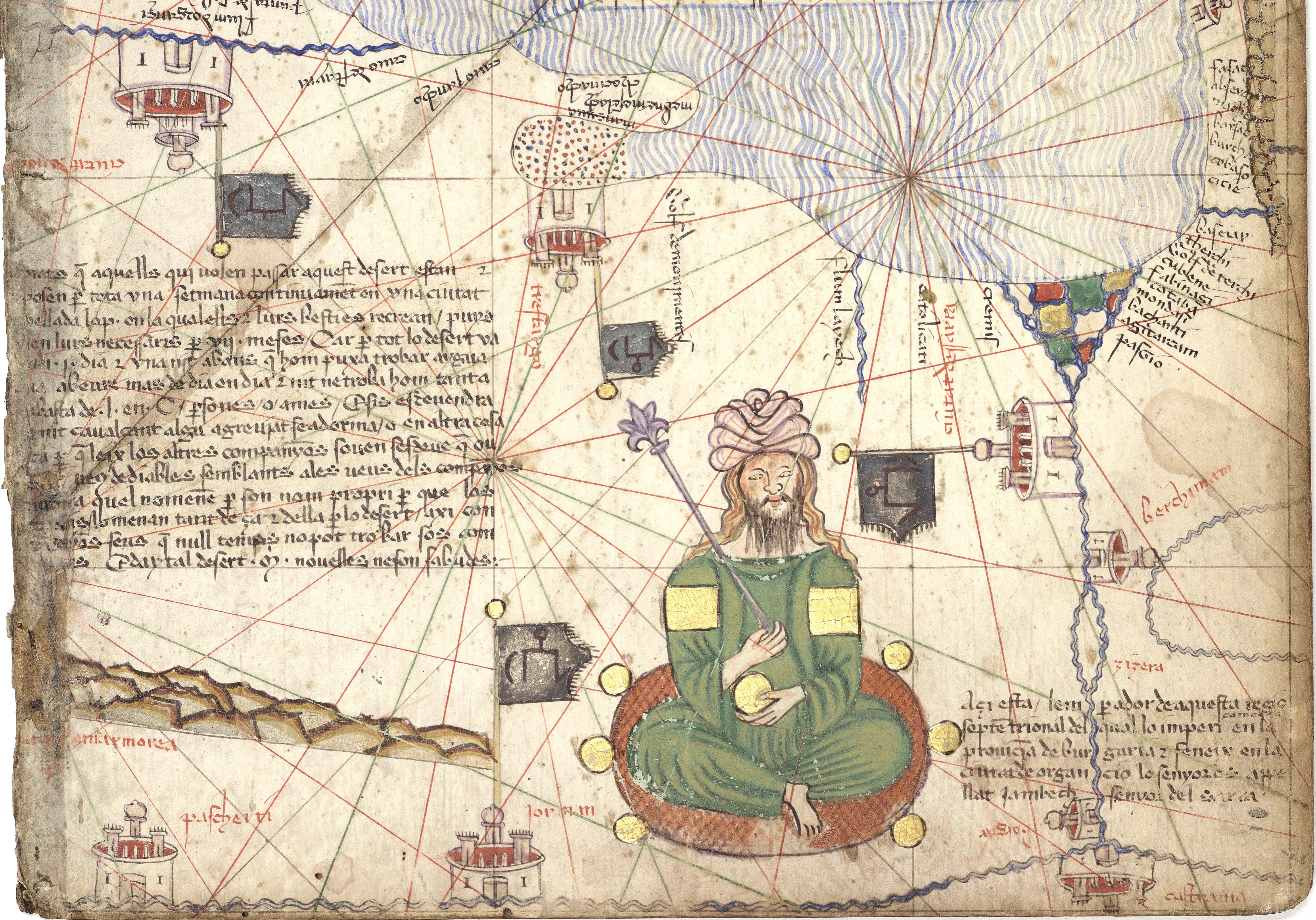
Zlatá horda na mapě Katalánského atlasu

V důsledku toho začala staroruská knížata, jejichž postavení se naopak upevňovalo, pomýšlet na ozbrojený odpor. V 70. letech 14. století nabyly pohraniční srážky vážných rozměrů. Jednotlivá knížectví se často dožadovala pomoci Moskvy. Roku 1374 vypuklo povstání proti Tatarům v Nižním Novgorodu, při němž přišli o život členové chánova poselstva. V roce 1377 si Dmitrij dovolil zpoplatnit místního vládce v Kazani. O rok později dosáhl prvního významnějšího vítězství nad Tatary na řece Voži (1378) a prokázal tak, že Rusové mohou Tatary porazit. To pochopil také tatarský emír Mamaj, kterému se podařilo na delší dobu ovládnout západní část Zlaté hordy. Rozhodl se uspořádat mohutné tažení na Rus, aby zabránil její politické emancipaci a obnovil poplatnou závislost. Početné vojsko sbíral po celé říši dva roky. Jeho spojencem se stal rjazaňský kníže Oleg Ivanovič, který výrazně upevnil knížecí moc v Rjazani, a mladý litevský velkokníže Jogaila (polsky Jagello), který chtěl pokračovat v dobyvačné východní politice svého otce Algirdase (polsky Olgierda).

Zlatá horda v roce 1389

8. září 1380 byli Tataři poraženi v první velké otevřené bitvě s Rusy na Kulikovském poli. Mamaj, který pozoroval celý boj z blízkého pahorku, uprchl na poslední chvíli. Na břehu řeky Kalky, nedaleko bojiště Bitvy na řece Kalce z roku 1223, ho dostihl jeho soupeř ve Zlaté hordě Tochtamiš a uštědřil zbytkům jeho vojska další porážku. Poté se Mamaj uchýlil do Kaffy, kde byl zavražděn.
Tochtamiš se stal novým chánem Zlaté hordy a počátkem 80. let 14. století se mu podařilo dočasně chanát sjednotit. Podporu mu poskytl tatarský dobyvatel Tímúr-Í-Lenk, v Evropě nazývaný Tamerlán, který krátce předtím sjednotil mongolské obyvatelstvo ve střední Asii (hlavním městem jeho říše se stal Samarkand) a zahájil mohutné výboje v širokém spektru od indického Dillí až po Moskvu. Nicméně závislost ruských knížectví byla obnovena pouze po stránce ekonomické. Tradiční politická, respektive dynastická relativní nezávislost zůstala nezměněná. Tochtamiš podnikl roku 1382 další tažení na Rus, během něhož Tataři vydrancovali a vypálili Moskvu a přinutili Dmitrije, aby se znovu podrobil a odvedl hordě důchod, jehož suma se dokonce zvýšila.

### Oslabení a rozpad
V 90. letech nastal dramatický zvrat situace ve Zlaté hordě. Chán Tochtamiš napadl ve druhé polovině 80. let středoasijské državy Tímúra Lenka (Tamerlána) a vyvolal tak mohutnou odvetu dobyvatele ze Samarkandu. V roce 1391 podnikl Tímúr první velké tažení proti chanátu. Tochtamiš utrpěl porážku, ale již rok nato svoji vládu ve Zlaté hordě obnovil.

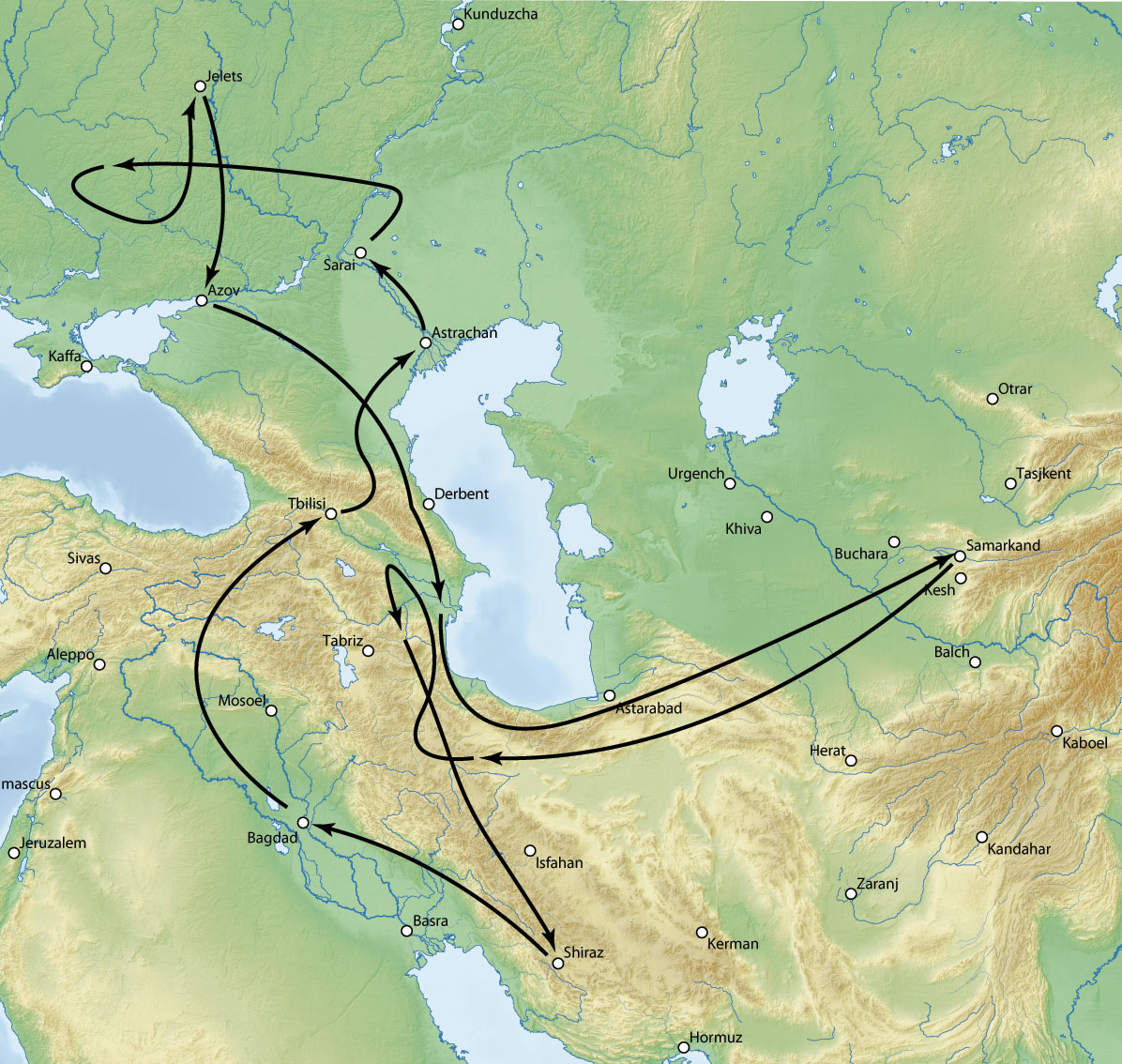
Tamerlánova výprava proti Zlaté hordě

Roku 1395 se však Tímúr Lenk obrátil proti Zlaté hordě podruhé a rozdrtil Tochtamišovo vojsko na břehu řeky Těreku. Poté začali jeho bojovníci systematicky drancovat území Zlaté hordy a ničit zdejší města, která nebyla opevněná, neboť to neodpovídalo vojenské cti Tatarů. Tímúr (Tamerlán) podlomil ekonomickou moc chanátu a navrátil ho ke kočovnému hospodaření. Na jaře 1396 se dobyvatelé opět vrátili zpět na východ do Samarkandu s ohromnou kořistí a nespočetným množstvím otroků.
Část Tatarů, která prchala před řáděním Tamerlánových vojsk na západ, našla útočiště na Litvě. Byl mezi nimi také sám Tochtamiš se svojí rodinou a dvorem. Vyhnaného tatarského vládce, který připravoval odvetnou akci, přijal Vytautas (Vitold) a uzavřel s ním smlouvu o vzájemné pomoci. Jejím cílem bylo nastolit Tochtamiše znovu na trůn v Saraji a Vytautase jako vládce Moskvy a celé ruské země. Roku 1399 se Vytautasovi podařilo shromáždit obrovskou armádu, která sestávala z vojenského potenciálu celé Litvy, tatarských bojovníků věrných Tochtamišovi a pomocných křižáckých oddílů. Neobrátila se však proti Rusi, ale proti Tatarům Tímúra Kutluka. Kampaň vedená proti Kutlukovi nebyla úspěšná a spojenci utrpěli roku 1399 těžkou porážku na řece Vorskle, přestože byli mnohem početnější. Katastrofa na Vorskle znamenala definitivní konec Tochtamišových ambicí.

### Velká horda
Kolem poloviny 15. století se Zlatá horda začala nenávratně rozpadat. Po osamostatnění Kazaňského chanátu (1438) se odtrhli krymští Tataři (1441), poté Astrachaňský chanát (1466) a roku 1490 vznikl ještě Sibiřský chanát. Okleštěná Zlatá horda existovala dále pod názvem Velká horda (Uluğ Orda). To však neznamená, že tatarské nebezpečí na Rusi pominulo. Nástupnické chanáty si například činily nárok vybírat jako dědicové Zlaté hordy od Rusů vychod. Mezi nimi však zdaleka nepanovala jednota a toho mohla staroruská knížata využít ve svůj prospěch.

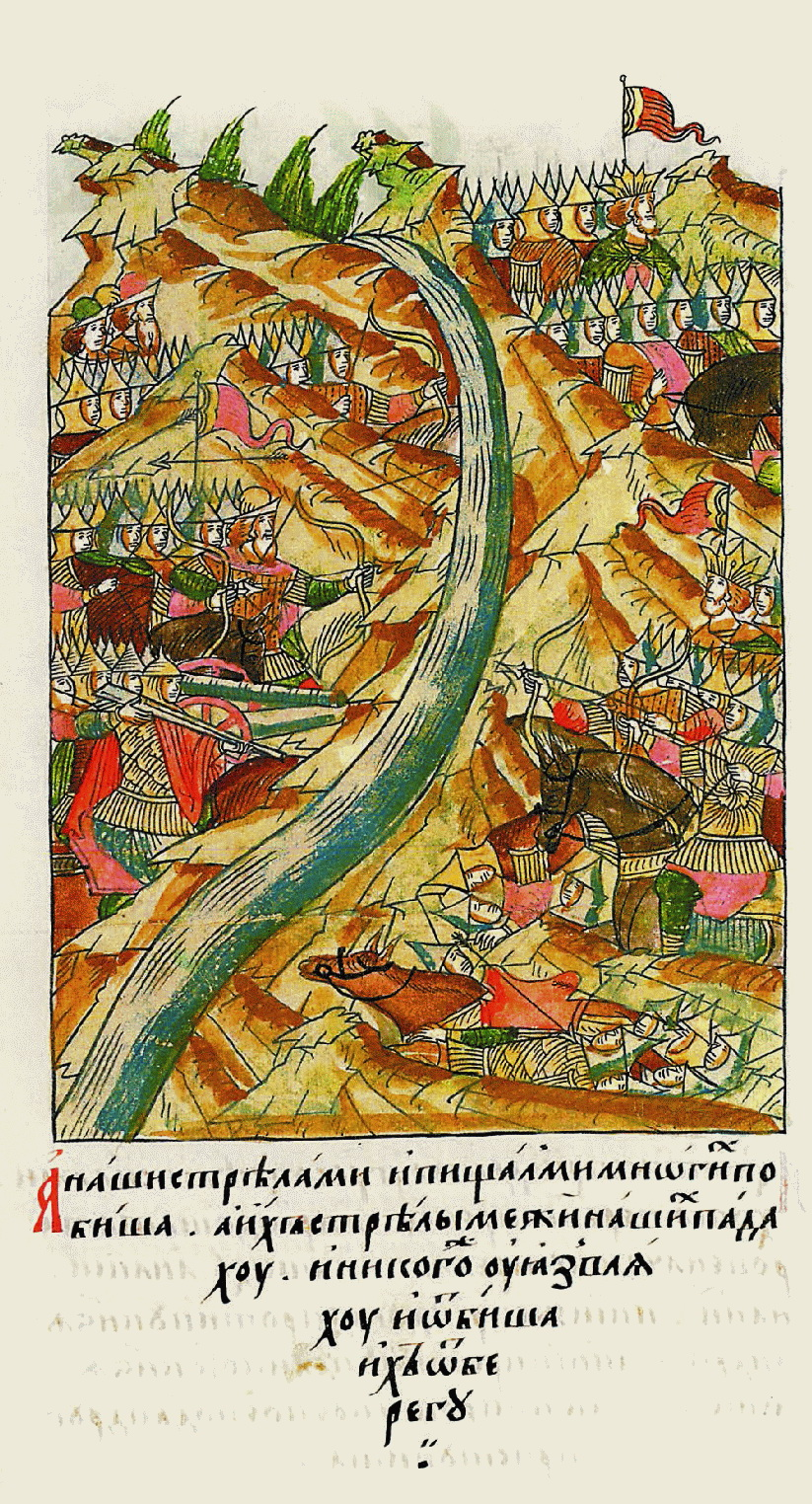
Stání na řece Ugře roku 1480 (ilustrace ze 17. století)

V roce 1480 se vojska Zlaté hordy chystala ke střetu s ruským vojskem, ale z pozičního „stání na řece Ugře“ nakonec chán Achmat bez boje ustoupil, což znamenalo konečnou ztrátu vlády nad staroruskými knížectvími. Velká horda se pak brzy rozpadla, poslední chán Saih Ahmed byl roku 1502 zajat a na Litvě popraven.

## Význam Zlaté Hordy
Staleté panování Zlaté hordy silně poznamenalo politický, kulturní a především hospodářský vývoj východní Evropy, zejména staroruských knížectví, kde přerušilo předchozí nadějný vývoj a prohloubilo izolaci pravoslavné země od západní Evropy. V dolním Povolží a na Krymu sice kvetla v té době bohatá města s rozvinutým dálkovým obchodem, vedeným jak po moři do Káhiry, Janova a Benátek, tak po souši přes Kyjev do Polska, Litvy, Uher a Německa. Ruská knížectví však byla do značné míry izolována, jejich obyvatelstvo sužováno placením vysoké daně z hlavy, tzv. vychodu, a země, zvláště později, když začala mít Zlatá horda vlastní politické problémy, byla ničena tvrdými loupeživými vpády. Taktika chánů vůči staroruským knížectvím a Litvě nakonec posílila význam Moskevského knížectví, jádra budoucího velkého Ruska. Chánové Zlaté Hordy sice podporovali své vazaly, mezi nimi moskevského knížete Ivana Kalitu († 1341), ale pád Hordy vedl k posílení moci moskevských knížat, která pak Rusko na začátku 16. století sjednotila a v 2. polovině 16. století naopak dobyla dolní Povolží a pokračovala v expanzi směrem na východ.

## Válečná taktika

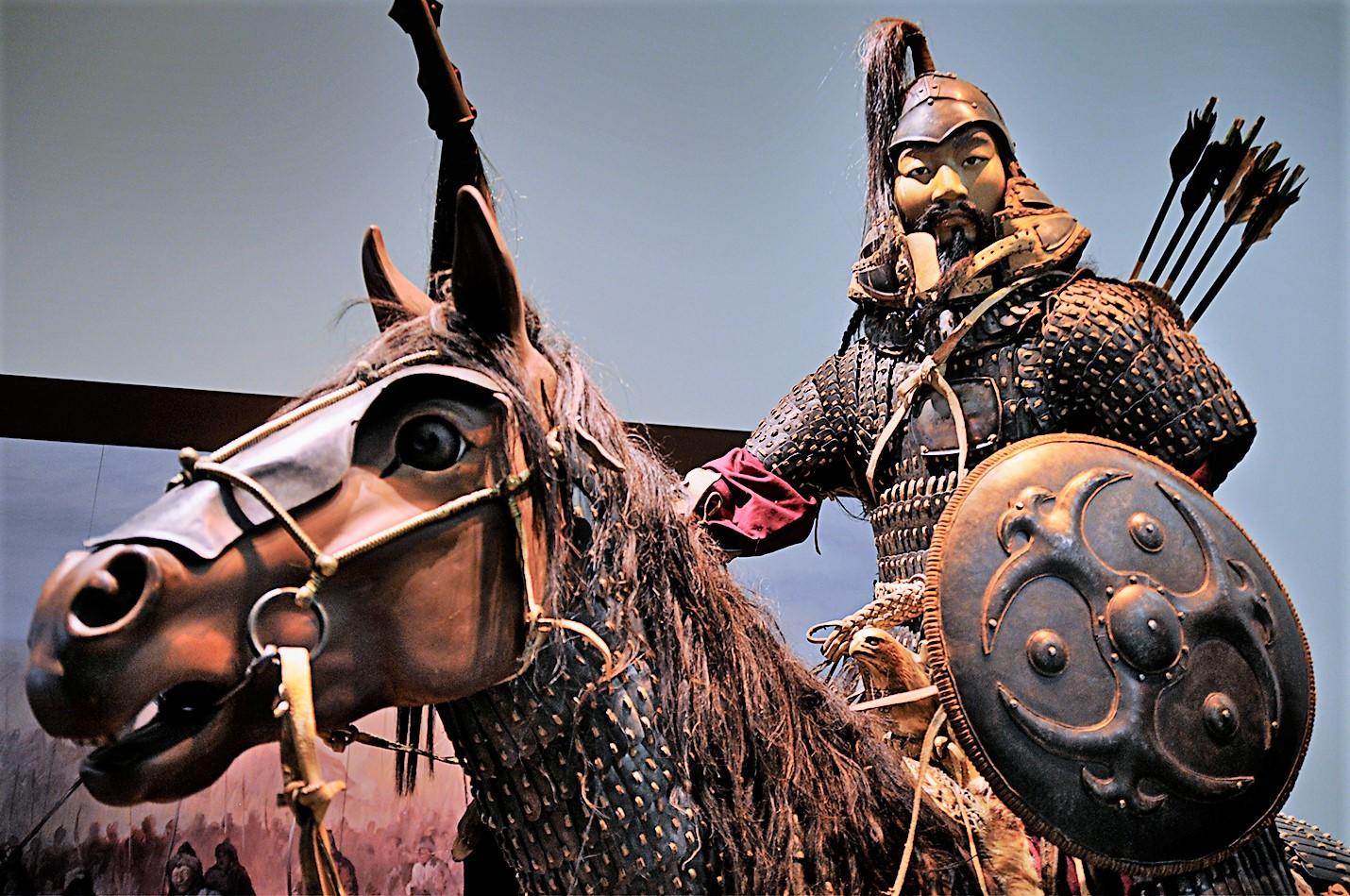
Rekonstrukce mongolského jezdce

Ve 13. století měla lehce vyzbrojená, dobře vycvičená a velmi disciplinovaná mongolská jízda, ozbrojená luky a šípy, velkou převahu jak nad oddíly ruských knížat, tak nad středoevropskými rytíři, kteří válečnou disciplínu neznali a byli zvyklí bojovat individuálně. Mongolové za sebou zanechávali naprostou zkázu, neboť se domnívali, že tak odradí obyvatelstvo napadených zemí od odporu, který nesnášeli a tvrdě jej trestali. Teprve ve druhé polovině 14. století, když se Zlatá horda dostala do vážné krize v důsledku krvavých vnitropolitických bojů, odvážili se podmanění Rusové znovu k vojenskému odporu a dosáhli prvních vítězství.